# صالحة حمدين
صالحة حمدين كاتبة فلسطينية من قبيلة الجهالين البدوية. تعيش في الضفة الغربية.
في عام 2012، عندما كانت تبلغ من العمر 14 عامًا، فازت قصتها حنتوش بجائزة هانس كريستيان أندرسن.
.

## الحياة الشخصية
تنتمي حمدين لبدو الجهالين الذين يعيشون في وادي أبو هندي في المنطقة ج من الضفة الغربية.  وهي ابنة سليمان، أسير في إسرائيل. 

## كتاباتها
في عام 2012، عندما كانت حمدين تبلغ من العمر 14 عامًا، كتبت 'حنتوش' وهي قصة فتاة تُدعى صالحة تعيش في الضفة الغربية المحتلة والتي هُدم منزل عائلتها بواسطة جرافة عسكرية. تطلب صالحة من حملها الأليف حنتوش أن يأخذها بعيدًا عن فلسطين.  يأخذ الحمل صالحة إلى إسبانيا حيث تلتقي بلاعب كرة القدم ليونيل ميسي. فازت القصة في مسابقة جائزة هانس كريستيان أندرسن. 
كتبت القصة بعد تلقيها تشجيعا من ورشة عمل قدمتها المنظمة الإيطالية فينتو دي تيرا ومعهد تامر للتعليم المجتمعي.